# Naturschutzgebiet Barra del Colorado
Das Naturschutzgebiet Barra del Colorado (spanisch Refugio Nacional de Vida Silvestre Barra del Colorado) ist ein Schutzgebiet in Costa Rica. Es ist das größte Tierschutzgebiet Costa Ricas.

## Geographie
Das Gebiet liegt in der Provinz Limón, im Nordosten Costa Ricas. Der Fluss Río San Juan bildet die Grenze im Norden, wo das Gebiet an Nicaragua anschließt. Barra del Colorado ist 81.177 Hektar groß (inklusive des Grenzgebiets zu Nicaragua 90.400 Hektar). Es besteht aus Küstengebieten, Seen, Sümpfen, Wälder und kleinen Erhebungen, die jedoch nicht höher als 219 Meter über dem Meeresspiegel liegen. Der 119 Meter hohe Vulkan Tortuguero (Cerro Tortuguero) liegt unmittelbar an der Südostgrenze des Naturschutzgebietes. Sein Krater entstand vor rund 1,8 Milliarden Jahren.
Neben dem San Juan schlängeln sich noch die Flüsse Río Colorado und Río Chirripó auf ihrem Weg zum Atlantik durch das Tierschutzgebiet.
Im Süden grenzt der Nationalpark Tortuguero an. Barra del Colorado ist nur per Flugzeug oder Boot erreichbar.

## Flora und Fauna
Das Naturschutzgebiet ist Heimat für viele Tier- und Pflanzenarten. So leben hier unter anderem Seekühe, Kaimane, verschiedene Affenarten, Tapire, Dreifinger-Faultiere und Erdbeerfröschchen. Außerdem kann man im Schutzgebiet Vogelarten wie Tukane, Weißbussarde und zahlreiche Wasservögel beobachten. Durch die vielen Wasserwege finden sich unter anderem auch Hechte, Tarpunen, Blaue Sonnenbarsche oder Regenbogenbarsche in dem Schutzgebiet bzw. den angrenzenden Meeresgebieten.
Die Pflanzenwelt ist vor allem durch Sumpflandschaft, Mangroven und Lagunen geprägt.

## Galerie

Tiere, wie sie in Barra del Colorado leben
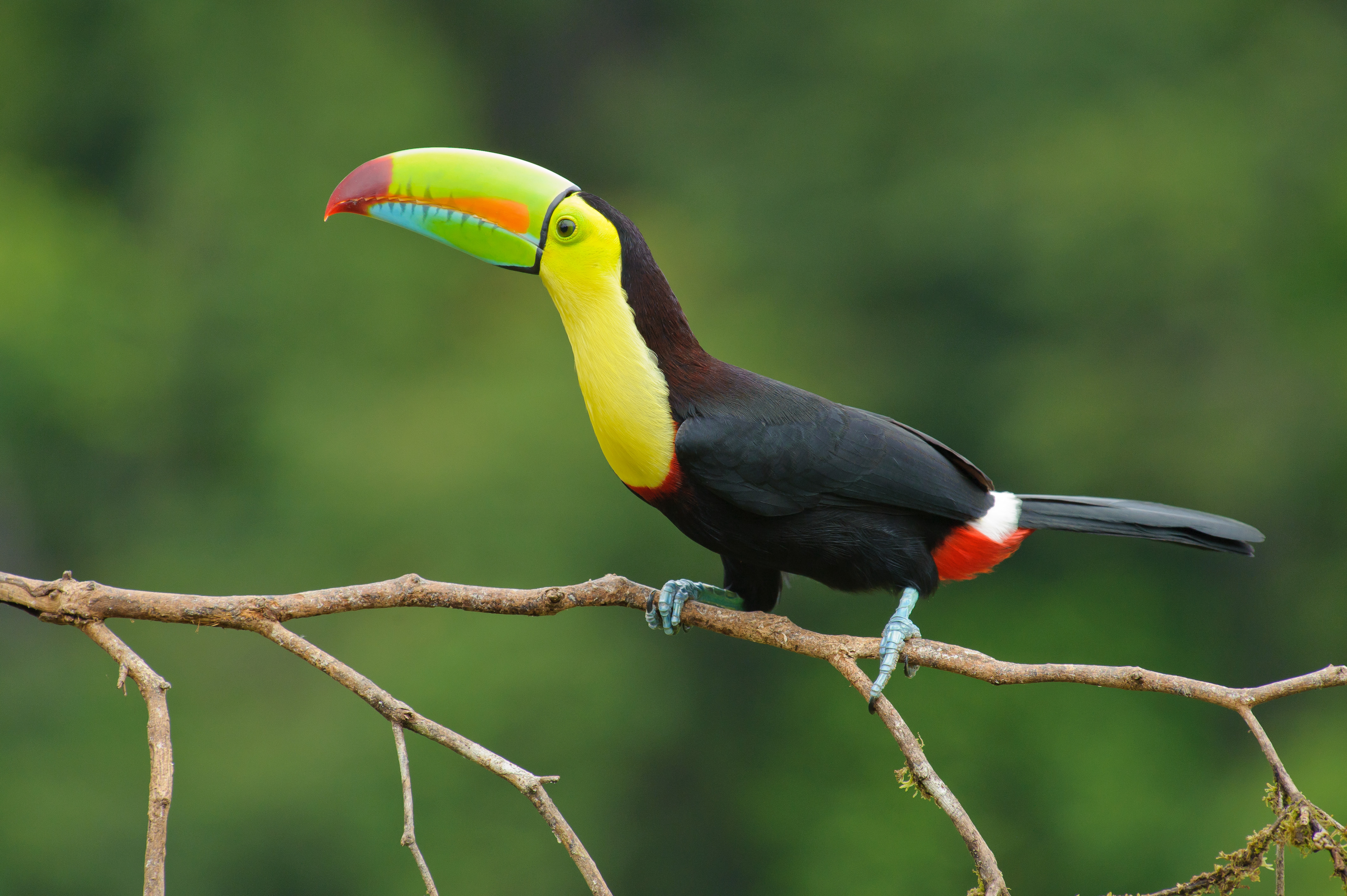
Tukan
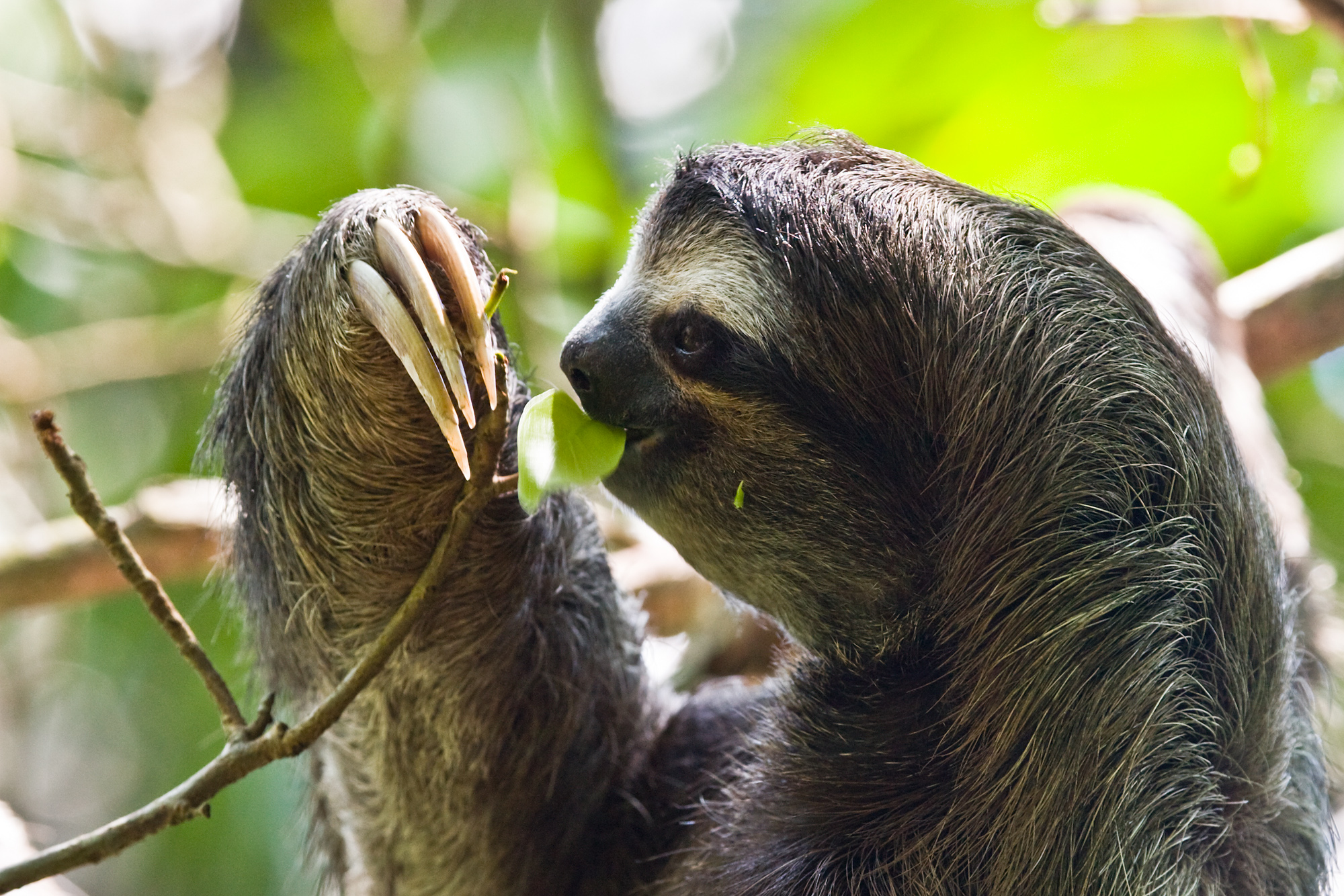
Dreifinger-Faultier
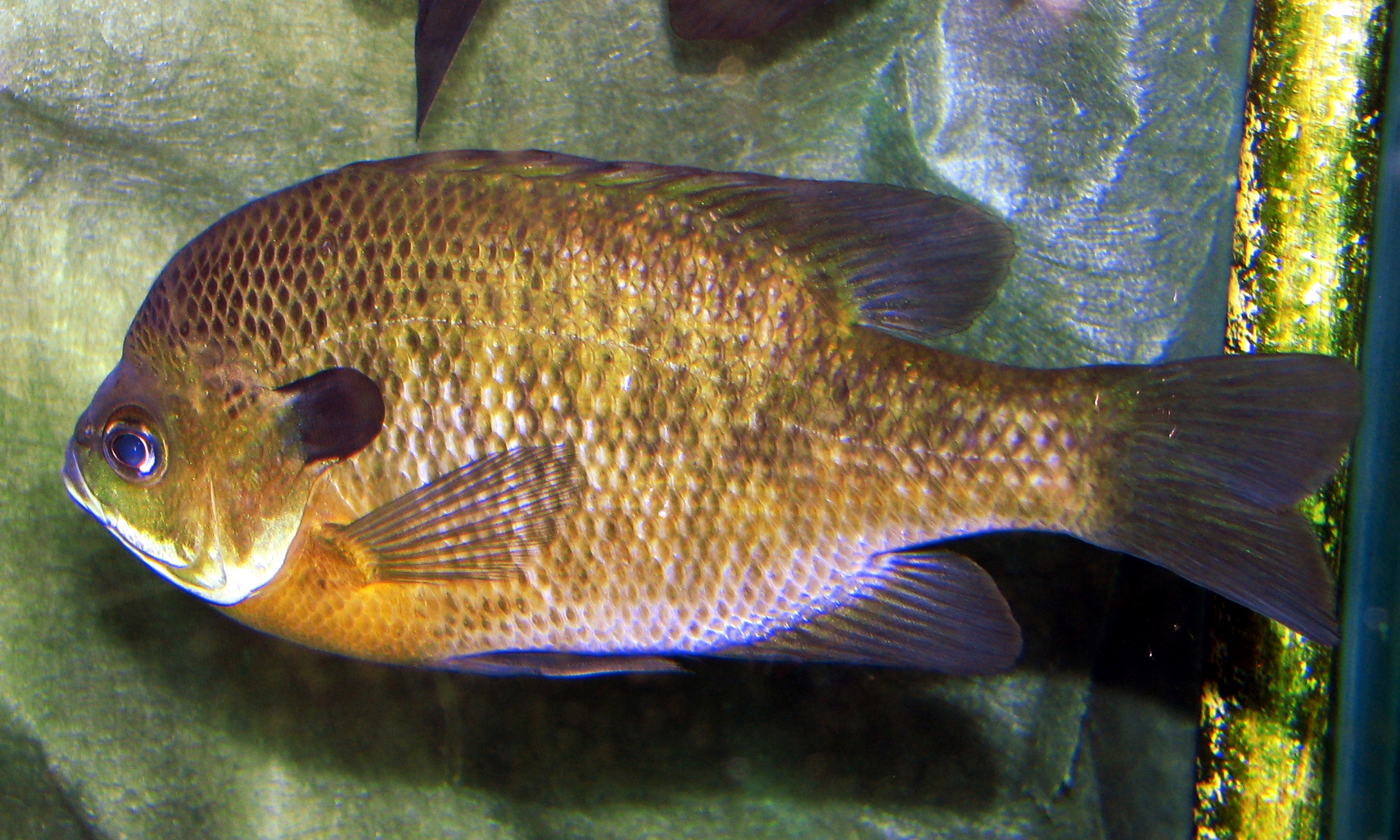
Blauer Sonnenbarsch
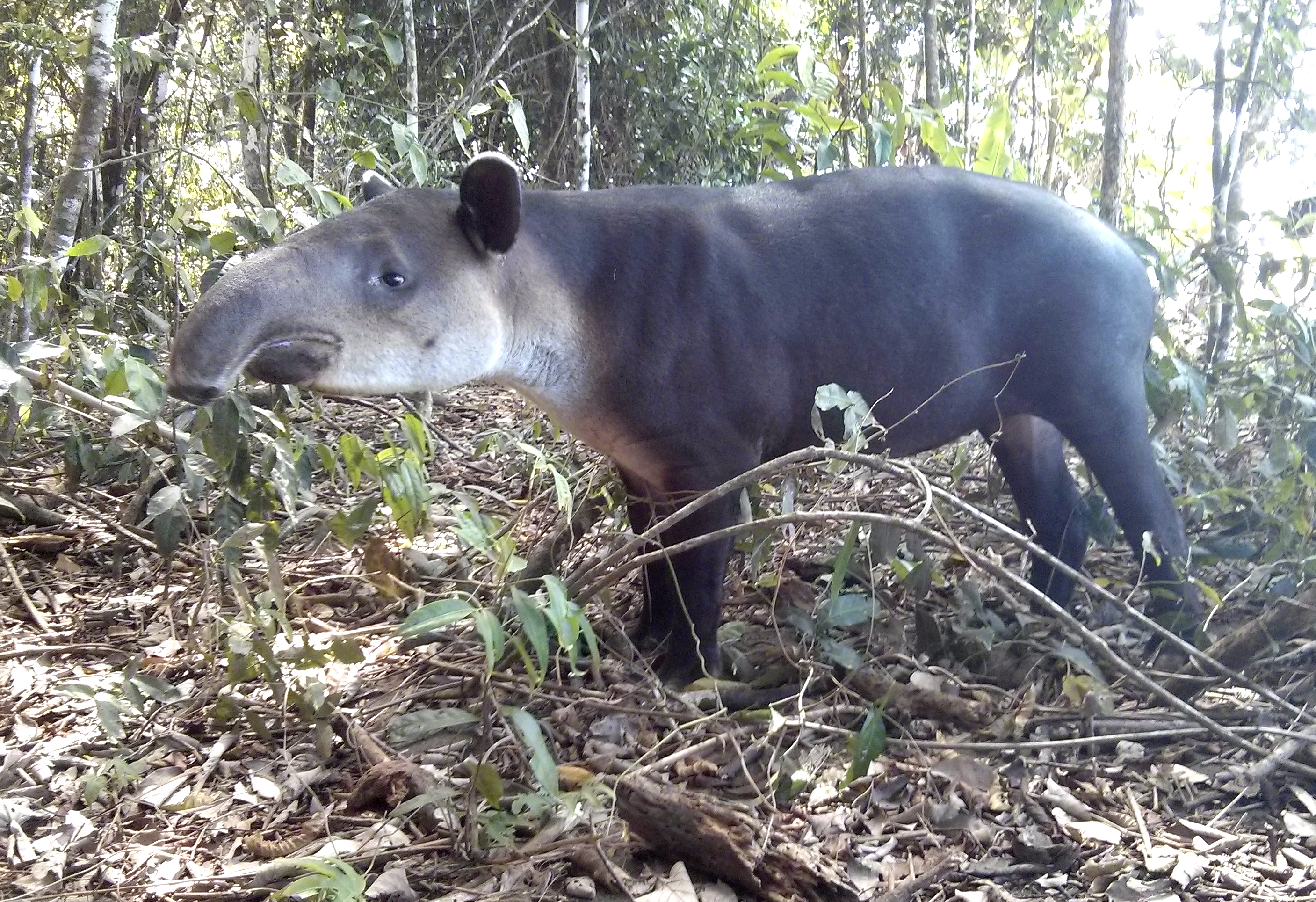
Tapir
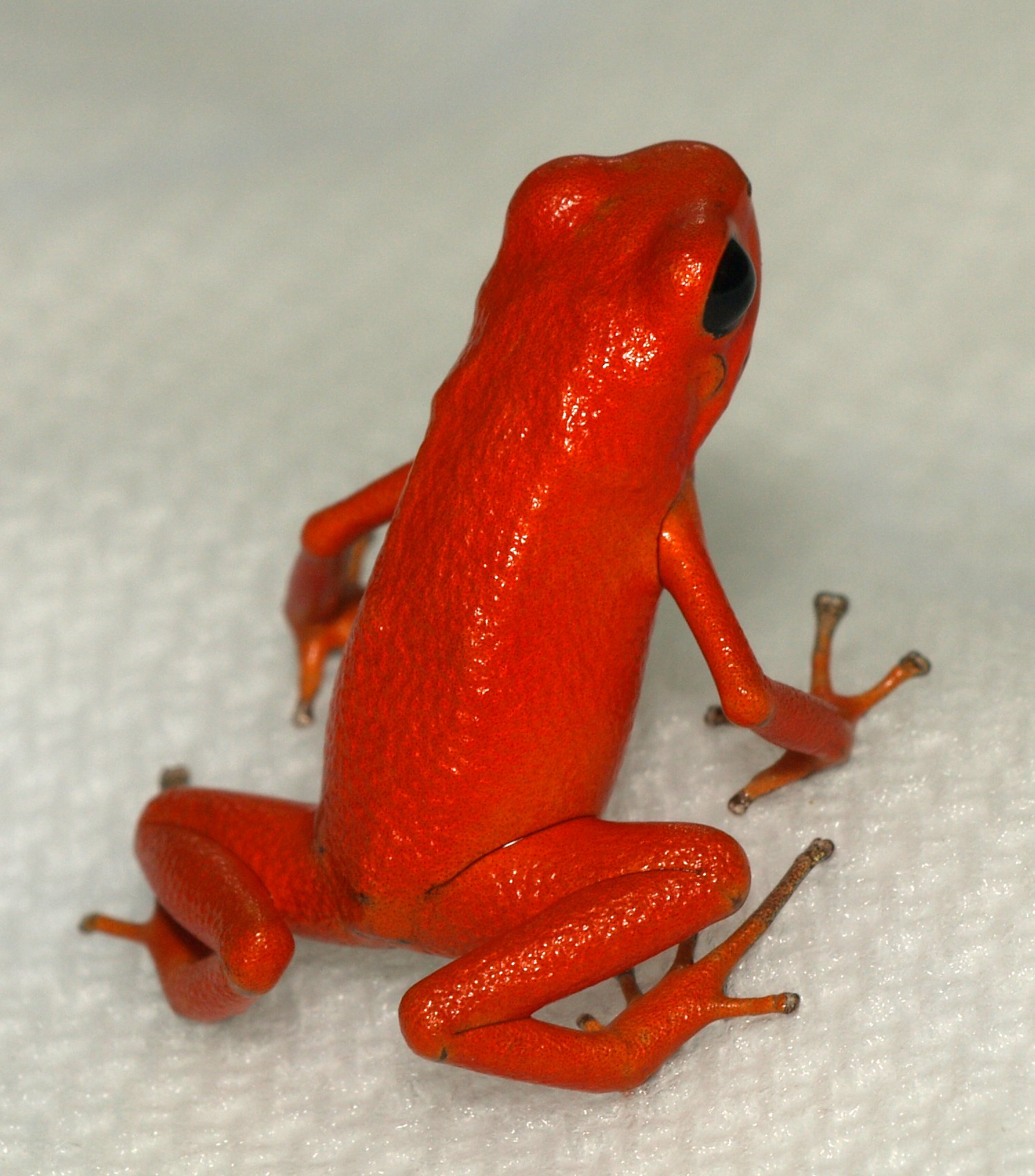
Erdbeer-fröschchen